# Bombardeio do Vaticano
Os bombardeios da Cidade do Vaticano ocorreram duas vezes durante a Segunda Guerra Mundial. A primeira ocasião foi na noite de 5 de novembro de 1943, quando um avião lançou bombas na área a sudoeste da Basílica de São Pedro, causando danos consideráveis, mas sem vítimas. O segundo bombardeio, que afetou apenas a margem externa da cidade, ocorreu por volta da mesma hora de 1º de março de 1944 e matou uma pessoa e feriu outra.